# Lijst van Pittsburghers
Hieronder volgt een (incomplete) lijst van Pittsburghers, personen die in de Amerikaanse stad Pittsburgh geboren zijn of er voor langere tijd gewoond hebben. De lijst is gerangschikt naar geboortedatum. Bij personen die niet in de stad geboren of overleden zijn, staat vermeld waar dan wel.

## Geboren in Pittsburgh

### 1800–1899

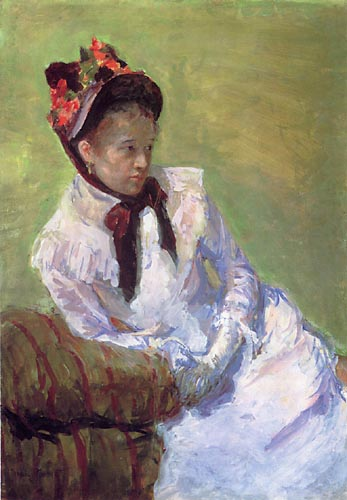
Kunstschilder Mary Cassatt (1844-1926)

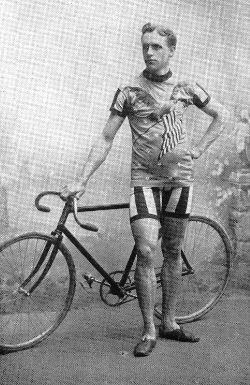
Wielrenner George A. Banker (1874-1917)

- Stephen Foster (1826-1864), tekstschrijver en componist
- Mary Cassatt (1844-1926, Le Mesnil-Théribus), kunstschilder
- Hallie Quinn Brown (ca.1849-1949), onderwijzer, schrijver, activist en elocutionist
- William Singer (1868-1943, Olden), kunstschilder
- George A. Banker (1874-1917), wielrenner
- Frank Conrad (1874-1941, Miami), elektrotechnicus, uitvinder en radiopionier
- Gertrude Stein (1874-1946, Parijs), schrijfster
- Lewis H. Brereton (1890-1967, Washington D.C.), luchtvaartpionier en generaal
- Adolphe Menjou (1890-1963, Beverly Hills), acteur
- William Powell (1892-1984, Palm Springs), acteur
- Mary Margaret Smith (1893-2006, Jefferson), zeer oud persoon
- Philip Showalter Hench (1896-1965, Ocho Ríos), arts en Nobelprijswinnaar (1950)

### 1900–1909
- David O. Selznick (1902-1965, Hollywood), filmproducent
- Dolores Costello (1903-1979, Fallbrook), actrice
- Pandro S. Berman (1905-1996), filmproducent
- Dorothy Hale (1905-1938), actrice

### 1910–1919

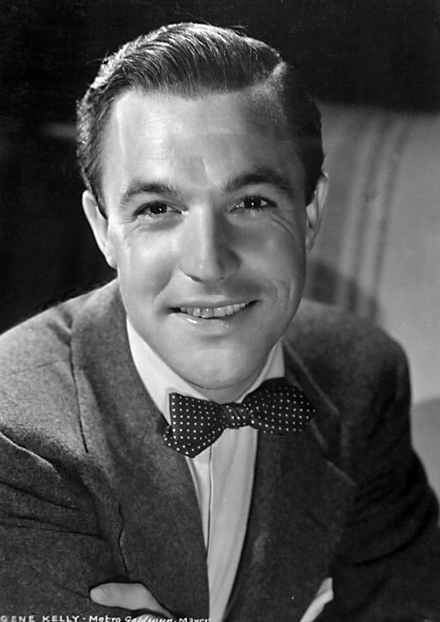
Acteur, danser, zanger en filmregisseur Gene Kelly (1912-1996)

- William Fowler (1911-1995), natuurkundige en Nobelprijswinnaar (1983)
- Irving "Babe" Russin (1911-1984, Los Angeles), saxofonist
- Gene Kelly (1912-1996, Beverly Hills), acteur, danser, zanger, filmregisseur en producer
- Albert Ellis (1913-2007, New York), bedenker van Rationeel-Emotieve Therapie
- Kenny Clarke (1914-1985, Parijs), drummer
- Billy Eckstine (1914-1993), jazzmuzikant en orkestleider
- Clifford Shull (1915-2001, Medford), natuurkundige en Nobelprijswinnaar (1994)
- Earl Wild (1915-2010, Palm Springs), pianist
- Herbert Simon (1916-2001, Milwaukee), psycholoog en socioloog
- Art Blakey (1919-1990, New York), muzikant
- Tom Ebbert (1919-2013, Petersburg (Indiana)), pianist

### 1920–1929

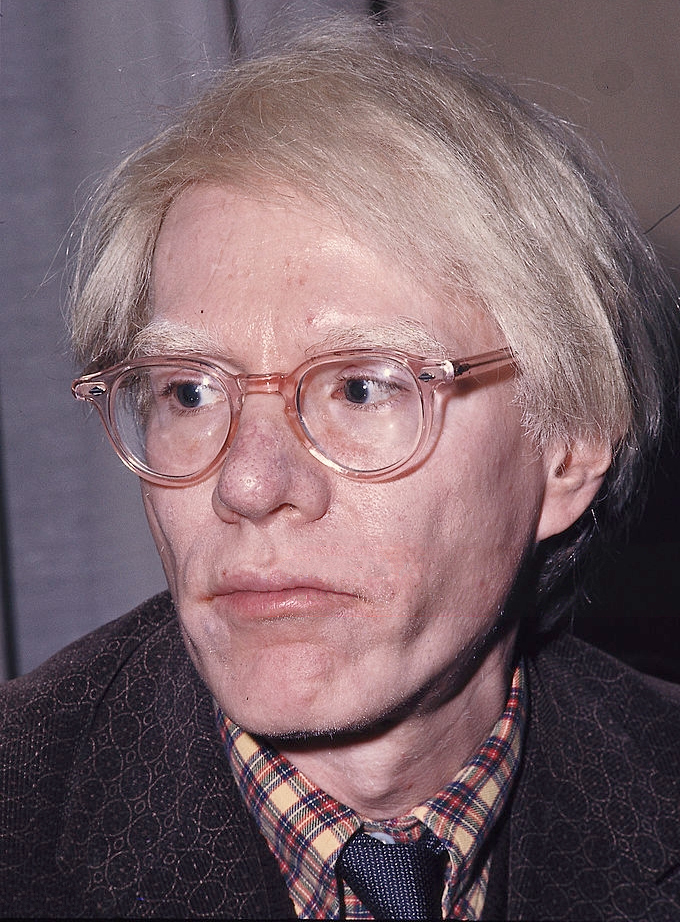
Kunstschilder Andy Warhol (1928-1987)

- Erroll Garner (1921-1977, Los Angeles), jazzpianist en componist
- Alan Perlis (1922-1990, New Haven), informaticus en winnaar van Turing Award
- Saul Leiter (1923-2013), fotograaf en kunstschilder
- Sammy Nestico (1924 - Carlsbad (Californië), 2021), jazzmusicus en -componist
- Jack Gilbert (1925-2012, Berkeley), dichter
- Anne Jackson (1925, Millvale - 2016, New York), actrice
- Ray Brown (1926-2002, Indianapolis), bassist
- Fritz Weaver (1926-2016), acteur
- Rita Gam (1927-2016), actrice
- Robert Mosley (1927-2002), operazanger
- Fred Rogers (Latrobe (Pennsylvania), 1928-2003), presentator en poppenspeler
- Andy Warhol (1928-1987, New York), kunstschilder
- Arnold Palmer (1929-2016), golfer

### 1930–1939

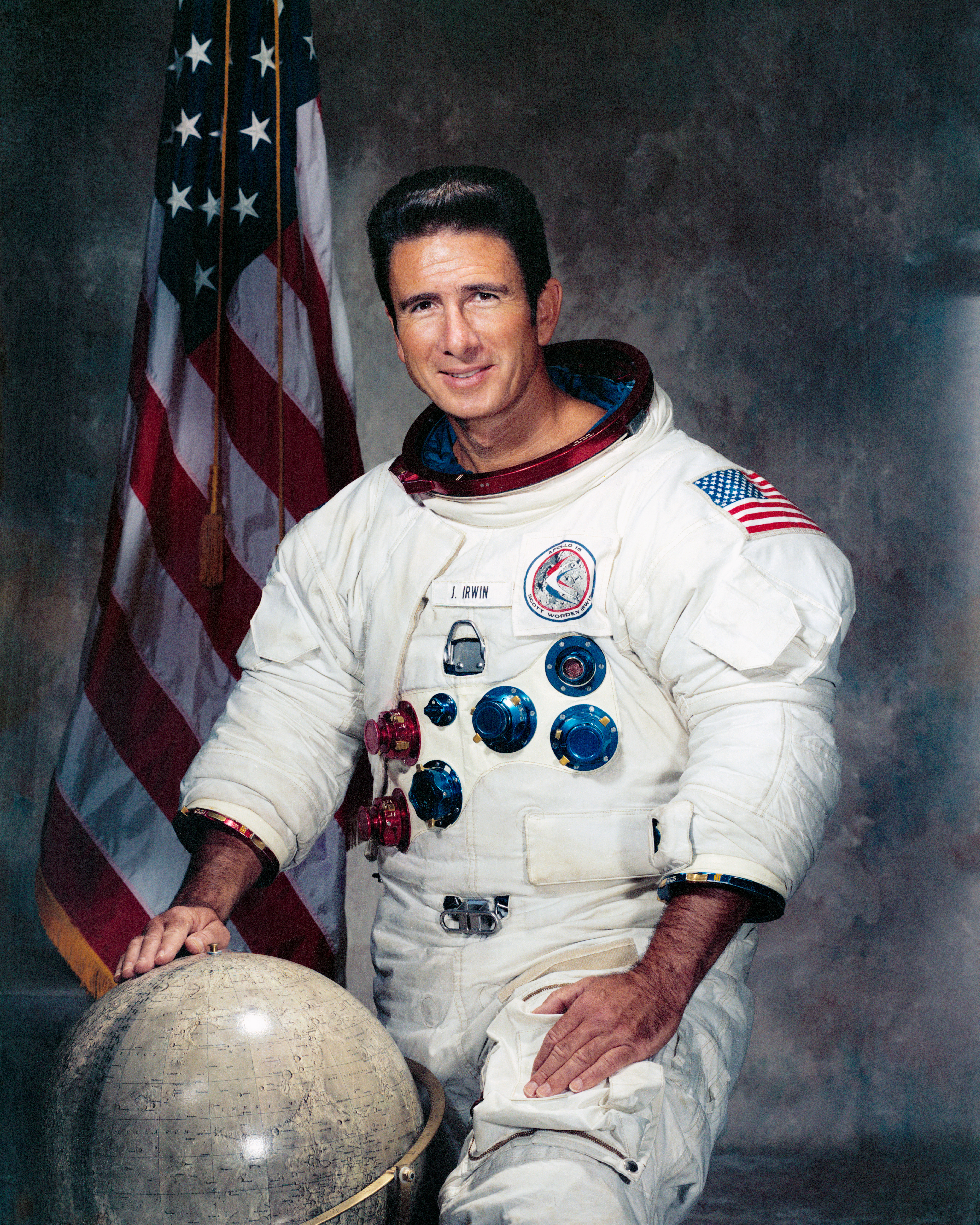
Astronaut James Irwin (1930-1991)

- James Irwin (1930-1991, Glenwood Springs), astronaut
- Ahmad Jamal (1930-2023), jazzpianist
- James McLane (1930-2020), zwemmer
- Al Aarons (1932-2015), muzikant
- Fred Gamble (1932-2024), autocoureur
- Ramon Zupko (1932), componist en muziekpedagoog
- Nancy Friday (1933-2017), schrijfster
- Frank Gorshin (1933–2005), acteur, stemacteur en komiek
- David McCullough (1933-2022), auteur en historicus
- Zelda Rubinstein (1933-2010, Los Angeles), actrice
- Orrin Hatch (1934-2022), politicus
- Tom Atkins (1935), acteur
- Paul Chambers (1935-1969, New York), bassist
- Charles Grodin (1935-2021), acteur
- Ron Paul (1935), politicus
- Tom Regan (1938-2017), filosoof
- F. Murray Abraham (1939), acteur

### 1940–1949

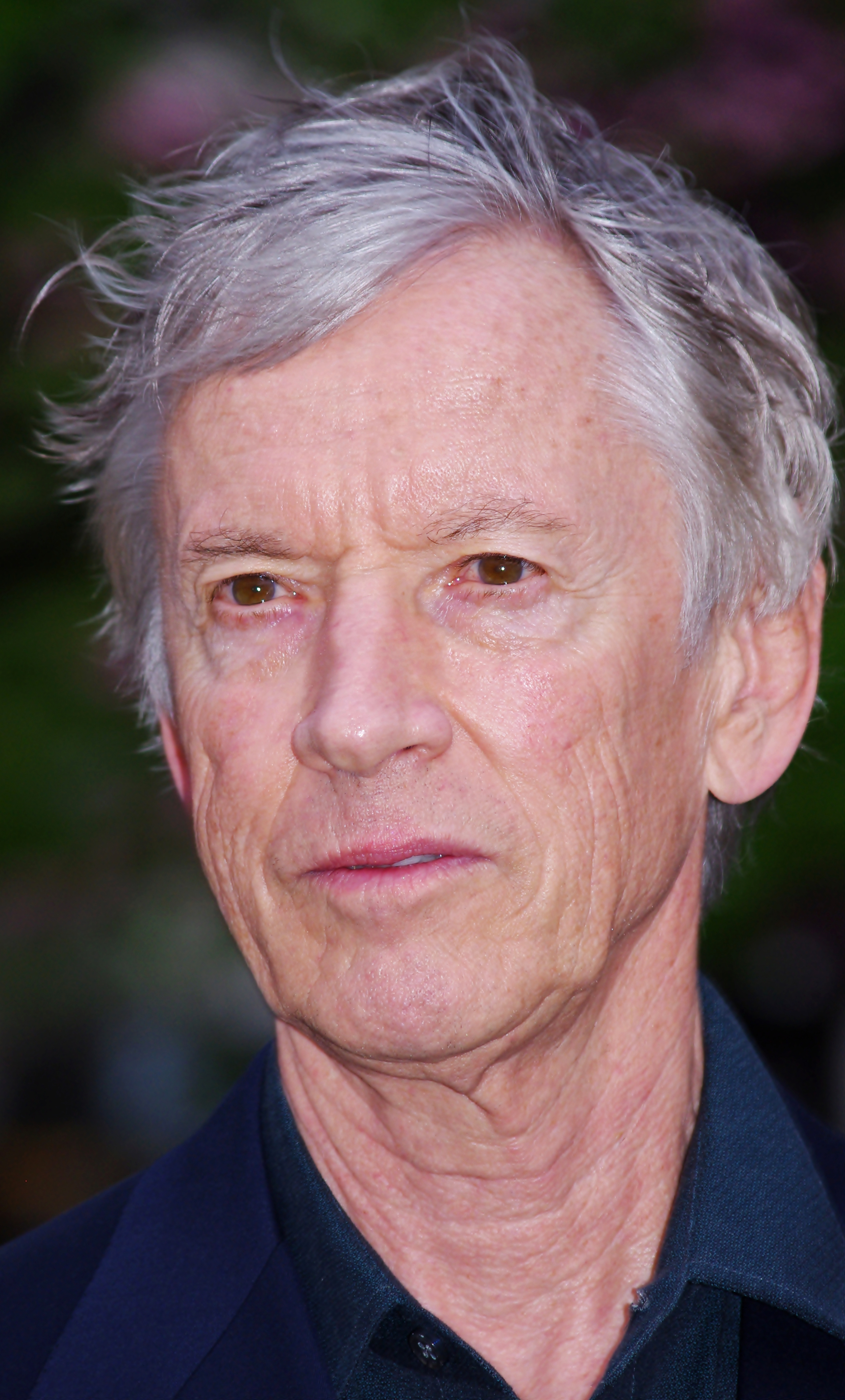
Acteur Scott Glenn (1941)

- John Davidson (1941), zanger, acteur en tv-presentator
- Scott Glenn (1941), acteur
- Pamela Payton-Wright (1941-2019), actrice
- George A. Romero (1940 New York-2017), filmregisseur
- Mickey Bass (1943-2022), jazzbassist
- George Benson (1943), gitarist
- Carole Caldwell-Graebner (1943-2008, New York), tennisspeelster
- Michael Hayden (1945), directeur van de CIA
- August Wilson (1945-2005), toneelschrijver
- Terry Hart (1946), astronaut
- Richard LeParmentier (1946-2013, Austin), Brits acteur
- Syreeta Wright (1946-2004, Los Angeles), zangeres
- Russ Kunkel (1948), drummer (sessiemuzikant)

### 1950–1959

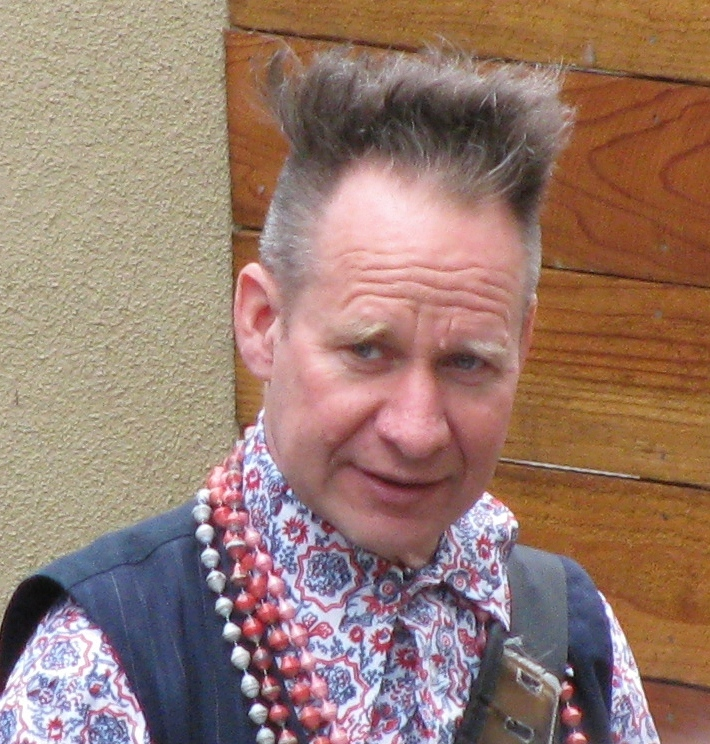
Toneelregisseur Peter Sellars (1957)

- Scott Ross (1951-1989, Assas), organist en klavecimbelspeler
- Richard Lloyd (1951), gitarist, zanger en songwriter (Television)
- Jeff Goldblum (1952), acteur en regisseur
- Peter Sellars (1957), toneelregisseur
- Chip Ganassi (1958), autocoureur
- Megan McDonald (1959), schrijfster

### 1960–1969
- Eve Gordon (1960), actrice
- David Leavitt (1961), schrijver

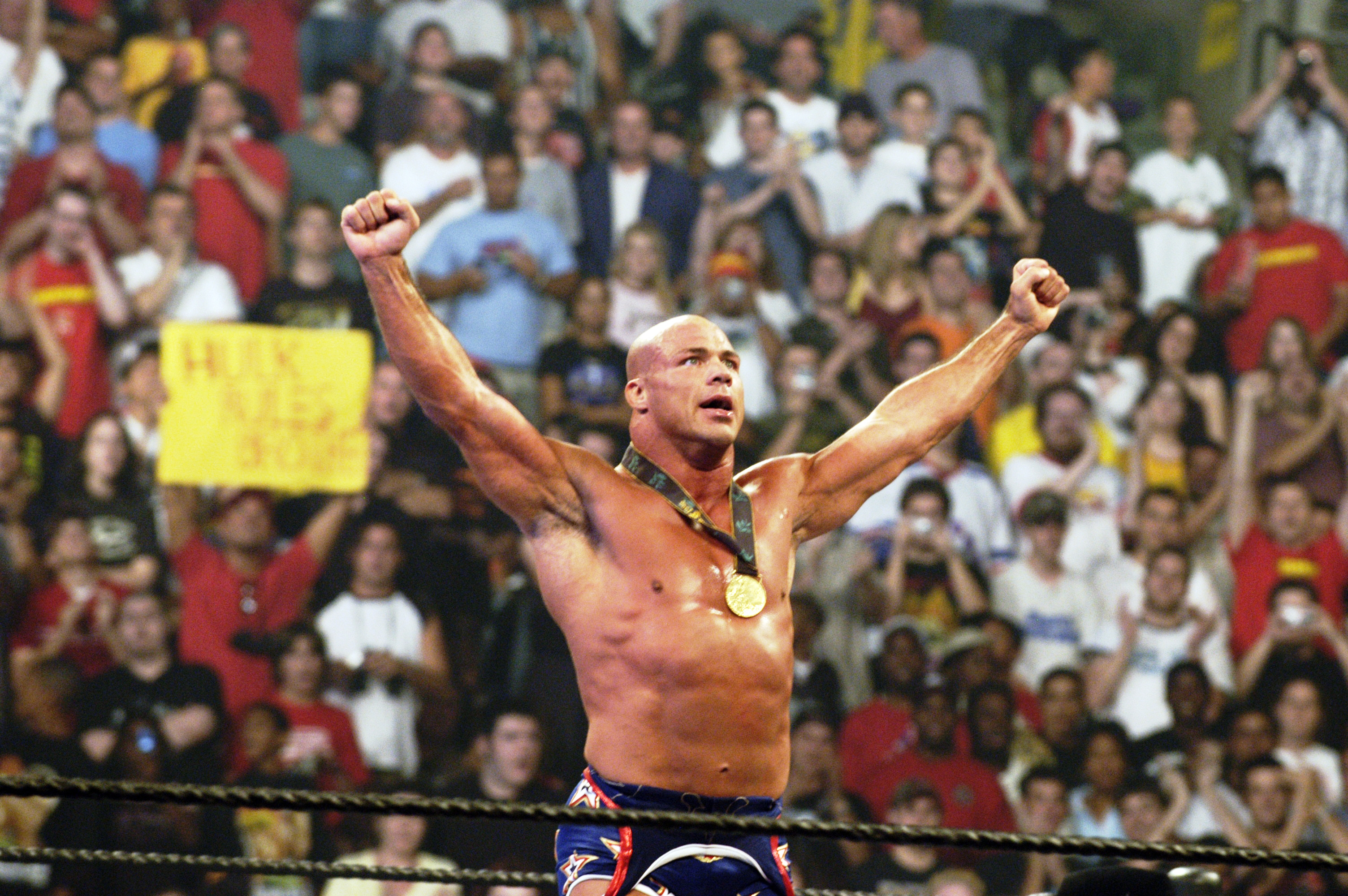
Worstelaar Kurt Angle (1968)

- Dan Marino (1961), Americanfootballspeler
- Rand Paul (1963), senator voor Kentucky
- Stephen Frick (1964), astronaut
- Charles Esten (1965), acteur, zanger en komiek
- Antoine Fuqua (1966), videoclip- en filmregisseur
- Lenny Venito (1966), acteur
- David Conrad (1967), acteur
- Mark Deklin (1967), acteur en stuntman
- Michael Fincke (1967), astronaut
- Rich Skrenta (1967), programmeur en ondernemer
- Kurt Angle (1968, Mount Lebanon), worstelaar
- Charles Graner (1968), reservist

### 1970–1979
- Julie Benz (1972), actrice
- Kim Director (1973), actrice
- Justin Sane (1973), zanger en gitarist
- Shanice (1973), zangeres
- Sharif Atkins (1975), acteur
- Jayce Bartok (1975), acteur, filmregisseur, filmproducent en scenarioschrijver
- Joe Manganiello (1976), acteur, filmproducent en stuntman
- Zachary Quinto (1977), acteur
- Anthony Jeselnik (1978), komiek, producent en acteur

### 1980–1989
- Gillian Jacobs (1982), actrice

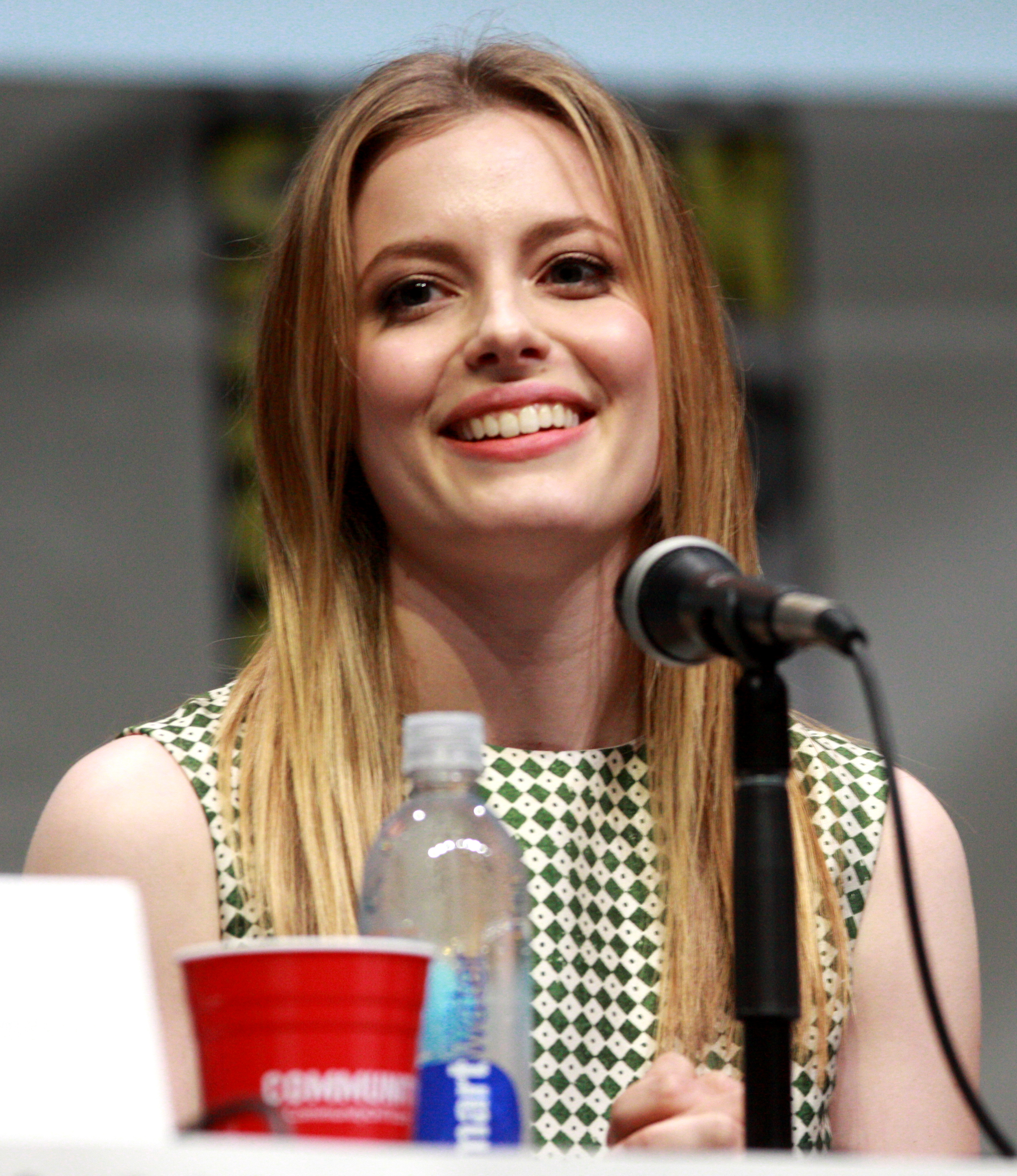
Actrice Gillian Jacobs (1982)

- Justine Ezarik (1984), youtuber, presentatrice, schrijfster en actrice
- Wiz Khalifa (1987, Minot), rapper
- Tom Wallisch (1987), freestyleskiër

### 1990–1999

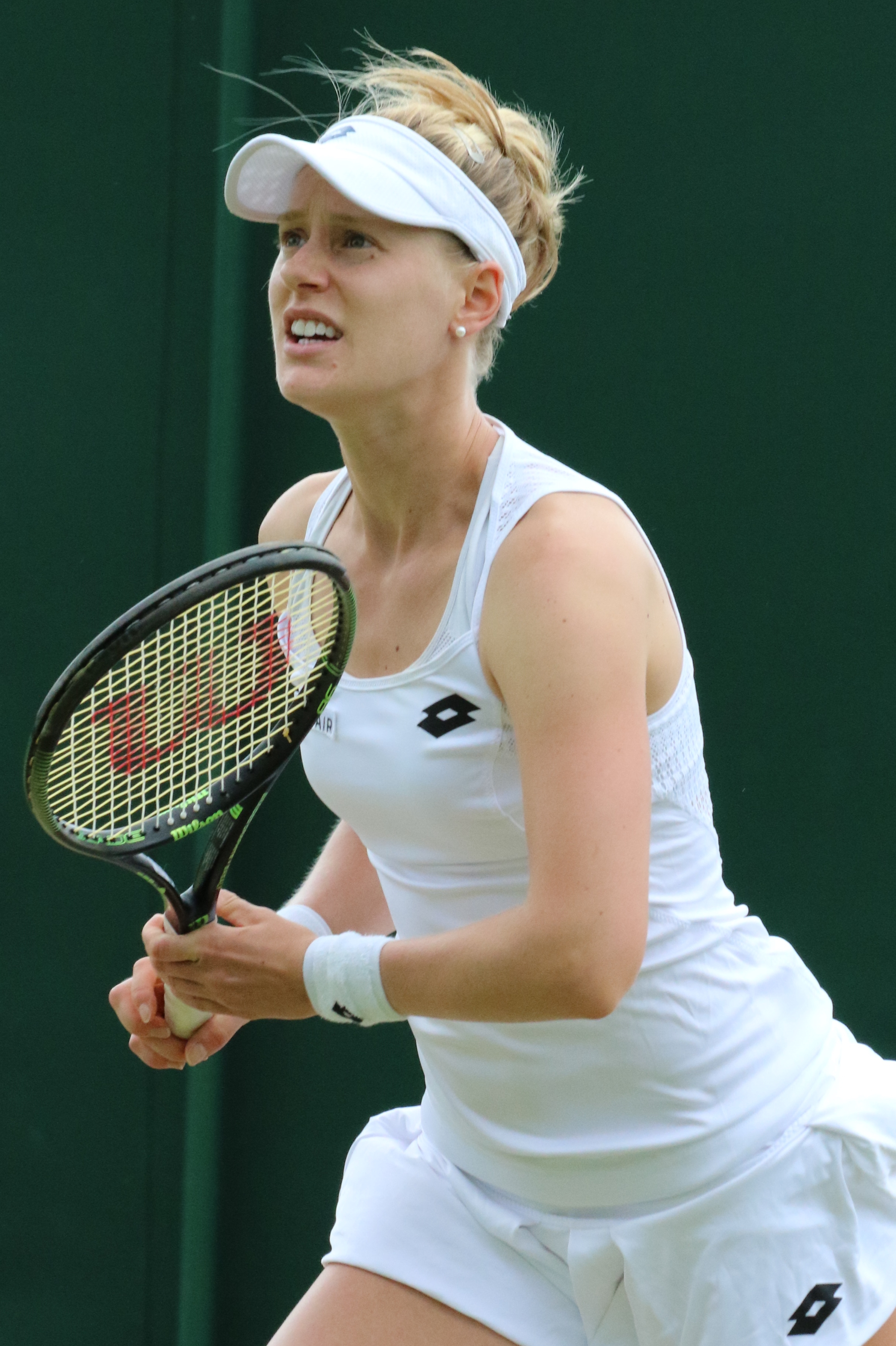
Tennisspeelster Alison Riske (1990)

- Alison Riske (1990), tennisspeelster
- Allison Schmitt (1990), zwemster
- Mac Miller (1992-2018, Studio City), rapper
- Francesca Di Lorenzo (1997), tennisspeelster

### Vanaf 2000
- Jackie Evancho (2000), zangeres, actrice
- Maddie Ziegler (2002), danseres